# جسر قاري
جسر قاري (بالفارسية: پل قاری) هو جسر تاريخي يعود إلى عصر القاجاريون، ويقع في تبريز.